# Festiwal Słowian i Wikingów

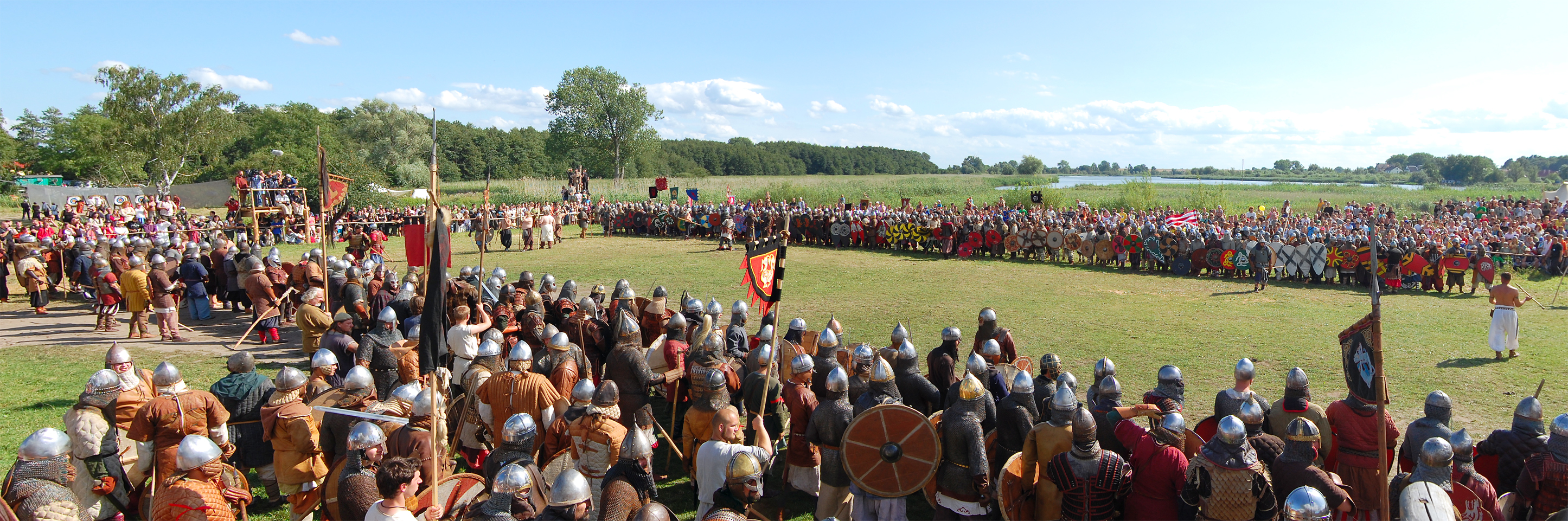
Festiwal Wikingów w roku 2009

Festiwal Słowian i Wikingów – cykliczna impreza plenerowa w formie rekonstrukcji historycznej. Odbywa się corocznie od 1993 roku. Aktualnie ma miejsce w pierwszy weekend sierpnia na wyspie Wolińska Kępa w Wolinie.
Festiwal jest prawdopodobnie największą tego typu imprezą w tej części Europy. W roku 2008 ponad 1500 uczestników: wojowników, rzemieślników, odtwórców dawnych obrzędów i grup muzycznych z 21 państw – nie tylko Europy – prezentowało z zachowaniem historycznych realiów wszelkie aspekty życia wikingów i Słowian, a wioskę wikingów odwiedziło 37 tysięcy turystów. Impreza jest także okazją do spotkań fascynatów nadbałtyckich kultur wczesnego średniowiecza.

## Atrakcje
Atrakcjami festiwalu na Wolinie są rekonstrukcje bitew wikingów i Słowian m.in.: zdobywanie grodu, palenie wioski, inscenizacje napadów i potyczek. Przedstawienia dawnych obrzędów na podstawie wikińskich sag m.in.: ślubu, pogrzebu. Na wodzie rozgrywają się rekonstrukcje bitew oraz specjalne pokazy. Po Dziwnie żeglują repliki wikińskich i słowiańskich okrętów i statków, czasami zdobionymi smoczymi zwieńczeniami dziobowych stew. Odbywają się także wyścigi i turnieje np. wyścig po wiosłach, gdzie śmiałkowie muszą przebiec po rzędzie wioseł wystających z dulek okrętów. 
W trakcie trzech dni festiwalu Słowianie, wikingowie, Bałtowie, Madziarzy, Rusini oraz wojowie i rzemieślnicy – odtwórcy postaci innych ludów – rozbijają w Wolinie repliki dawnych namiotów. Korzystając ze średniowiecznych przepisów i produktów przygotowują posiłki. Można także podziwiać rękodzieło i pracę rzemieślników m.in.: garncarzy, tkaczy, kowala, szewca, złotnika tworzącego kopie wczesnośredniowiecznej biżuterii ze srebra i brązu, a także zbrojmistrza splatającego kolczugi z drucianych kółek.  

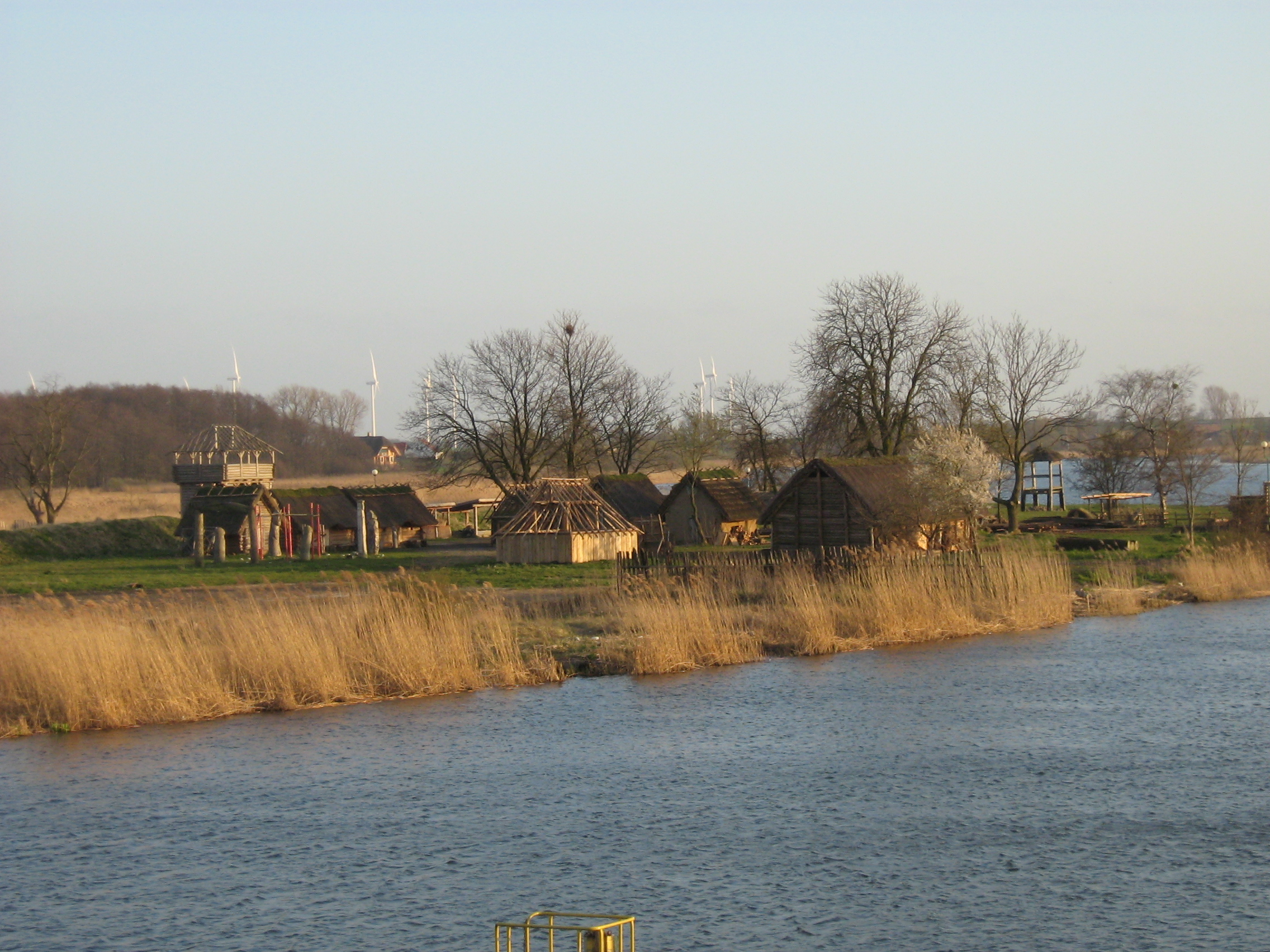
Skansen Wioska Wikingów na wyspie Wolińska Kępa

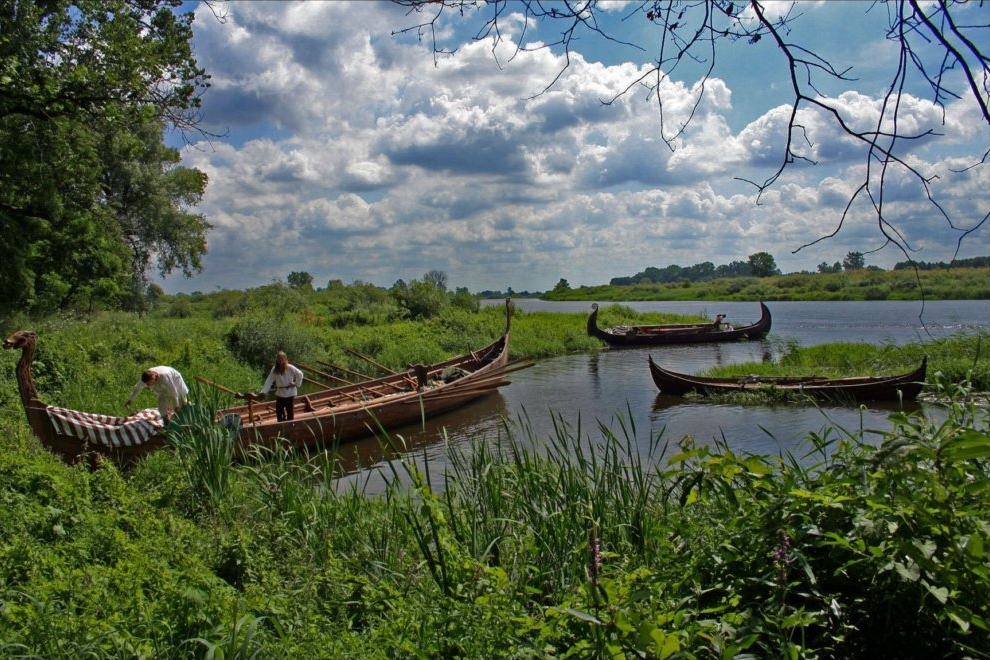
Rekonstrukcje łodzi wikingów na Odrze

Zainteresowaniem turystów i uczestników cieszą się bitwy wojów, podczas których ścierają się ze sobą setki średniowiecznych żołnierzy. Goście festiwalowi mogą poznać tajniki różnorodnych rzemiosł i spróbować swoich sił w wytwarzaniu przedmiotów codziennego użytku. Na średniowiecznym jarmarku odwiedzający mogą kupić rekonstrukcje i kopie broni, ubrań, wyrobów rękodzieła, a także skosztować dawnych potraw. Mogą też wypróbować swych sił we władaniu orężem: strzelić z łuku, rzucić oszczepem czy toporem.

## Program dla dzieci
Na festiwal ściągają całe rodziny poprzebierane w średniowieczne stroje. Dzieci bawią się na specjalnym placu zabaw, lepią gliniane naczynia, walczą w dziecięcych turniejach, biorą udział w zabawach i grach pochodzących ze średniowiecznych podań.

## Początki festiwalu
Pomysł zorganizowania festiwalu zaczerpnięto z islandzkiej Sagi o Jomswikingach, napisanej w XIII wieku i opisującej dzieje bractwa Jomswikingów, zamieszkujących w X wieku w warownym grodzie Jomsborgu na wyspie Wolin. Według podań założycielem strażnicy był król duński Harald Sinozęby. Literacki epos sagi częściowo potwierdziły wykopaliska archeologiczne przeprowadzone na wyspie.
Pierwszy woliński festiwal otwarto 2 lipca 1993 r. Sponsorami i organizatorami imprezy byli wówczas wikingowie z Danii dowodzeni przez nieżyjącego już prof. Geoffreya Bibby'ego. Na pierwszym festiwalu główną atrakcją stały się islandzkie koniki przetransportowane z Danii. W 1999 r. miejsce festiwalu przeniesiono na wyspę Wolińska Kępa, gdzie powoli powstaje rekonstrukcja grodu sprzed 1000 lat.

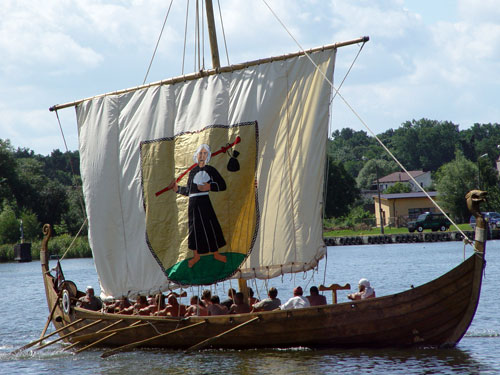
Snekar Morąg na festiwalu

## Kolejne edycje
Edycje festiwalu na Wolinie charakteryzują się inscenizacjami plenerowymi, w trakcie których odtwarzane są zwyczaje średniowiecznych ludów. Podczas trzech festiwalowych dni odtwórcy Słowian i wikingów walczą w bitwach, ucztują, słuchają średniowiecznej muzyki.
Festiwal finansowany jest przez gminę Wolin i sponsorów indywidualnych. Po wejściu Polski do Unii Europejskiej także i ta instytucja łoży na festiwal.

## Sesje naukowe
Od 2005 roku, w trakcie festiwalu, odbywają się międzynarodowe sesje związane z ludami Morza Bałtyckiego.
Organizatorami są: 
- Zakład Historii Wojskowej,
- Instytut Historii Uniwersytetu im. Adama Mickiewicza w Poznaniu, kierowany przez prof. dra hab. Zbigniewa Pilarczyka,
- Stowarzyszenie Centrum Słowian i Wikingów Wolin-Jómsborg-Vineta.

Konferencja łączy świat nauki z odtwórstwem historycznym i ma charakter interdyscyplinarny. Biorą w niej udział przedstawiciele różnych naukowych dziedzin, związanych z badaniami działań człowieka w przeszłości, a także fascynaci odtwarzania żywej historii.